# Aleksàndrovka (Penza)
Aleksàndrovka — Александровка (rus) — és un poble de l'óblast de Penza. Rússia. El 2011 tenia 120 habitants.